# راي إليوت
راي إليوت (بالإنجليزية: Ray Elliott)‏ (4 يوليو 1950 في المملكة المتحدة - 22 مايو 2006 في المملكة المتحدة) هو مدرب كرة قدم ولاعب كرة قدم بريطاني في مركز الهجوم. لعب مع أكسفورد يونايتد ونادي ميلوول ونادي وكينغ.